# Boethella canilae
Boethella canilae là một loài tò vò trong họ Ichneumonidae.